# Eduardo de Borbón
Eduardo Felipe María de Borbón y Borbón (Madrid, 4 de abril de 1826-22 de octubre de 1830) fue un infante de España.

## Biografía
Nacido en el Palacio Real de Madrid. Era hijo del infante Francisco de Paula de Borbón y la princesa Luisa Carlota de Borbón-Dos Sicilias. En su bautismo le fueron impuestos los nombres de Eduardo, Felipe y María.
 

El infante falleció prematuramente en Madrid en 1830 y fue enterrado en el Panteón de los Infantes de El Escorial. Se encuentra sepultado en la sexta cámara sepulcral, en el conocido como mausoleo de párvulos, bajo el epitafio:
EDVARDVS, CAROLI IV NEPOS

## Títulos y órdenes

### Títulos
| ● 4 de abril de 1826-22 de octubre de 1830: | Su alteza real el serenísimo señor don Eduardo de Borbón y Borbón, infante de España |

### Órdenes
- 13 de abril de 1826: Caballero de la Orden del Toisón de Oro.[8]
- 13 de abril de 1826: Caballero gran cruz de la Orden de Carlos III.[9]